# Barain
Der Barain ist ein vom Landratsamt Backnang am 4. November 1968 in einer Sammelverordnung ausgewiesenes Landschaftsschutzgebiet auf dem Gebiet der Stadt Schorndorf im Rems-Murr-Kreis.

## Lage
Das Landschaftsschutzgebiet liegt östlich des Stadtteils Oberberken. Es gehört zum Naturraum Schurwald und Welzheimer Wald.

## Landschaftscharakter
Das grünlanddominierte Gebiet liegt zwischen Orts- und Waldrand an einem zum Wald hin abfallenden Hang. Es wird im Norden von der Dachsbühlklinge, im Süden vom Schliffbach durchflossen, die beide von Gehölzen umgeben sind. Auf den Grünlandflächen stehen vereinzelt Obstbäume. 